# يان برينان (نحات)
يان برينان (بالإنجليزية: Ian Brennan)‏ هو نحات بريطاني، ولد في 1950.